# Прапор Волюве-Сен-Ламбера
Прапор Волюве-Сен-Ламбера — муніципальний прапор брюссельської комуни Волюве-Сен-Ламбер. В описі написано: 
Дві однаково довгі смуги чорного і білого кольорів.
В основу прапора покладено кольори родинного герба родини Хіннісдал, колишніх володарів Волюве. 

Герб Волюве-Сен-Ламбера